# Paranygai járás

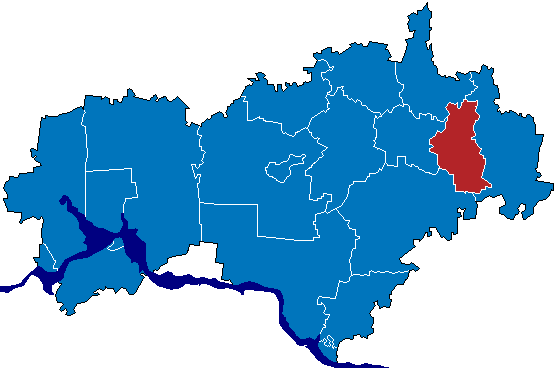
A Paranygai járás Mariföldön

A Paranygai járás (oroszul Параньгинский район, mari nyelven Поранча кундем) Oroszország egyik járása Mariföldön. Székhelye Paranyga.

## Népesség
- 1989-ben 19 439 lakosa volt, melynek 47,6%-a tatár, 41,6%-a mari, 10,2%-a orosz, 0,6%-a baskír.
- 2002-ben 17 847 lakosa volt.
- 2010-ben 16 307 lakosa volt, melynek 47,4%-a tatár, 43,2%-a mari, 8,1%-a orosz.